# Guvernoratul Akkar
Guvernoratul Akkar (în arabă محافظة عكار) este cel mai nordic guvernorat din Liban. Acesta cuprinde districtele din Akkar, care, la rândul său, este subdivizat în 121 de comune. Reședința sa este orașul Halba. Acoperă o zonă de 788 km2 (304 mi2) și este mărginit de Marea Mediterană la vest, Nord la sud, Guvernoratul Baalbek-Hermel la sud-est și guvernoratele siriene Tartus și Homs la nord și nord-est. Câmpia de coastă vestică a guvernoratului constituie a doua cea mai mare regiune agricolă a Libanului după Valea Bekaa, în timp ce estul prezintă munți împăduriți care au fost considerați pentru protecție ca un parc național.
UNHCR a estimat populația guvernoratului la 389 899 în 2015, inclusiv 106 935 de refugiați înregistrați în Războiul Civil Sirian și 19.404 refugiați palestinieni. Populația este predominant formată din musulmani sunniți, în jur de 70-75% cu o minoritate de comunități creștine și alawite și foarte puțini musulmani șiiți. Akkar este cel mai puțin urbanizat guvernorat al Libanului, cu 80% din populație care trăiește în zonele rurale.
Guvernoratul Akkar a fost creat prin adoptarea Legii 522 la 16 iulie 2003, în care districtul Akkar a fost separat de Guvernoratul de Nord. Punerea în aplicare a noii regiuni a început abia în 2014, odată cu numirea primului și actualului guvernator, Imad Labaki, and remains incomplete la data de 2017. Marginalizat istoric și neglijat de guvernul central, Akkar este cea mai săracă regiune din Liban și are cea mai mare rată de analfabetism din țară și suferă din cauza lipsei infrastructurii și serviciilor de bază. Afluxul recent de refugiați sirieni a exacerbat aceste probleme, rata șomajului în guvernorat ajungând la aproape 60 % în 2015.